# Xylariopsis iriei
Xylariopsis iriei là một loài bọ cánh cứng trong họ Cerambycidae.